# Herbert Feurer
Herbert Feurer (Aspang, 14 gennaio 1954) è un ex calciatore austriaco, di ruolo portiere.

## Carriera
Dopo una stagione al 1. Wiener Neustädter Sportclub, Feurer è passato al Rapid Vienna, squadra con cui ha giocato fino alla fine della sua carriera.
Con il club viennese ha vinto due campionati e tre Coppe d'Austria.
Con la Nazionale austriaca ha totalizzato 7 presenze, venendo convocato anche ai Mondiali del 1982.

## Palmarès

### Club

#### Competizioni nazionali
- Coppa d'Austria: 3

Rapid Vienna:  1982-1983, 1983-1984, 1984-1985
- Campionato austriaco: 2

Rapid Vienna: 1981-1982, 1982-1983